# Tephrosia siamensis
Tephrosia siamensis är en ärtväxtart som beskrevs av James Ramsay Drummond. Tephrosia siamensis ingår i släktet Tephrosia och familjen ärtväxter. Inga underarter finns listade i Catalogue of Life.